# Nick Simper
Nick Simper (ur. 3 listopada 1945 w Norwood Green) – brytyjski gitarzysta basowy i kompozytor, najlepiej znany jako współtwórca i członek pierwszego składu zespołu Deep Purple, z którym związany był w latach 1968–1969.
Zanim Simper dołączył do Deep Purple w lutym 1968 r. grał w zespołach The Renegades (1960–1961), The Delta Five (1961–1963), Some Other Guys (1963–1964), Buddy Britten & The Regents przemianowany na Simon Raven Cult (1964–1966), Johnny Kidd & The Pirates przemianowany na Pirates (zespół) (1966–1967) i The Flowerpot Men (1967–1968).
Po rozstaniu z Deep Purple, w lipcu 1969 r., Simper zasilił skład zespołu towarzyszącego czarnoskórej wokalistce Marshy Hunt. Kiedy ta zrezygnowała z dalszej kariery muzycznej, w czerwcu 1970 r. zespół przemianował się na Warhorse. Pod tą nazwą grupa wydała dwa albumy, stylistycznie zbliżone do trzech pierwszych płyt Deep Purple. Grupa zawiesiła działalność w połowie sesji do trzeciej płyty w lipcu 1974 r. (w 2003 r. zespół reaktywował się na pojedynczy koncert; planowane są kolejne koncerty).
W 1975 r. Nick Simper założył z gitarzystą Pete’em Parksem zespół Dynamite, który zakończył działalność po wydaniu zaledwie jednego singla.
W 1978 r. obaj muzycy, Simper i Parks, znaleźli się w składzie koncertowego zespołu Flying Fox, z którym występowali regularnie w różnych składach na scenach londyńskich klubów do 1985 r. Jednocześnie, w latach 1978–1981, Simper i Parks prowadzili zespół Fandango, z którym nagrali dwie płyty.
W 1985 r. Simper i Parks stworzyli w miejsce Flying Fox grupę The Good Old Boys, która w niezmienionym składzie występuje do dzisiaj, głównie w Wielkiej Brytanii, ale także – w ostatnich latach – w innych krajach Europy.
Obok działalności w The Good Old Boys w latach 1994–1997 Simper związany był także ze studyjnym projektem Quatermass II, czego efektem jest płyta Long Road z 1997 r. Występował także z takimi zespołami koncertowymi, jak The Carlo Little All-Stars i Chas Hodges Rock ’n’ Roll Trio.
Od lat Nick Simper jest aktywnym członkiem brytyjskiego środowiska muzycznego jego pokolenia. 26 marca 2006 r. w Richmond wziął udział w koncercie upamiętniającym zmarłego perkusistę Carla Little – jednego z najbliższych przyjaciół, 9 sierpnia 2007 r. wystąpił na koncercie ku czci Screaming Lorda Sutcha, a 20 czerwca 2008 r. na koncercie upamiętniającym obu wymienionych muzyków.
Od czasu uruchomienia swojej strony internetowej, Nick Simper ponownie nawiązał kontakt z szerszą publicznością, dzięki czemu zaczął koncertować poza Wielką Brytanią, m.in. w Austrii. W marcu 2009 r. Simper wystąpił w Austrii z grupą Nasty Habits, z którą wykonał piosenki z trzech pierwszych płyt Deep Purple.
16 kwietnia 2010 roku grupa ponownie zawitała do Austrii. Tam też nagrana została połowa płyty The Deep Purple MKI Songbook zamykająca aktualny dorobek artysty (druga połowa to zapis części koncertu z Budapesztu z maja 2010). Światowa premiera płyty miała miejsce 15 sierpnia 2010 roku w dolinie Charlotty (koło Słupska), podczas 4. festiwalu legend rocka.

## Dyskografia

### z Johnny Kidd & The Pirates
- 1978 The Best Of Johnny Kid & The Pirates
- 1983 Rarities
- 1990 The Classic & Rare

### z Deep Purple
- 1968 Shades of Deep Purple
- 1968 The Book of Taliesyn
- 1969 Deep Purple (album)
- 2002 Inglewood – Live in California
- 2004 The Early Years

### z Warhorse
- 1970 Warhorse
- 1972 Red Sea

### z Fandango
- 1979 Slipstreaming
- 1980 Future Times

### z Quatermass II
- 1997 Long Road

### z The Good Ol’ Boys
- 2009 Live at the Deep Purple Convention

### z Nasty Habits (Deep Purple Mk1 Songbook)
- 2009 The Austrian Tapes – Live At The Orpheum Graz (DVD) (wydawnictwo nieoficjalne)
- 2009 The Austrian Tapes – Live At The Reigen (DVD) (wydawnictwo nieoficjalne)
- 2010 Dolina Charlotty – See You in August (DVD) (wydawnictwo nieoficjalne)
- 2010 The Deep Purple MKI Songbook (CD) (UK: Wymer Records TSA1002)

### Gościnne nagrania
- 1972 Hands Of Jack The Ripper (Screaming Lord Sutch & Heavy Friends)
- 1983 Roscoe Rocks Again (Roscoe Gordon)
- 2003 Rag Moppin' (Wee Willie Harris & the Alabama Slammers)
- 2007 Carlo Little Night Of Honour (DVD)
- 2008 White Horses of Lyme Bay (CD EP)
- 2009 Never Stop Rockin’ (Carlo Little All Stars)

## Występy telewizyjne
- 1991 Deep Purple – Heavy Metal Pioneers (Warner Music)
- 1995 Rock Family Trees – Deep Purple (BBC)
- 1999 Swinging London (WDR)
- 2008 Guitar Gods – Ritchie Blackmore (DVD)